# Thot Breaker
Thot Breaker — мікстейп американського репера Chief Keef, виданий 9 липня 2017 р. Оформлення: C Mula.
Уперше оголошений 2015 року, дата релізу двічі випадала на День Валентина. Посів 44-ту сходинку Billboard Independent Albums.

## Список пісень
| #   | Назва                              | Автор                                  | Продюсер(и)                 | Тривалість |
| --- | ---------------------------------- | -------------------------------------- | --------------------------- | ---------- |
| 1.  | «Alone (Intro)»                    | Кіт Козарт                             | Chief Keef                  | 2:12       |
| 2.  | «Can You Be My Friend»             | Козарт Крістофер Барнетт Тайрі Піттмен | Young Chop Chief Keef CBMix | 2:47       |
| 3.  | «My Baby»                          | Козарт Двейн Річардсон                 | D. Rich                     | 3:12       |
| 4.  | «You & Me»                         | Козарт                                 | Chief Keef                  | 2:29       |
| 5.  | «Whoa»                             | Козарт Барнетт                         | Chief Keef CBMix            | 3:32       |
| 6.  | «Couple of Coats»                  | Козарт Майкл Вільямс II                | Mike Will Made It           | 3:56       |
| 7.  | «Grab a Star»                      | Козарт Барнетт                         | Chief Keef CBMix            | 4:04       |
| 8.  | «You My Number One»                | Козарт Барнетт                         | CBMix                       | 3:29       |
| 9.  | «So Cal»                           | Козарт                                 | Chief Keef                  | 3:10       |
| 10. | «Drank Head»                       | Козарт Кевін Еронду                    | K.E. on the Track           | 3:53       |
| 11. | «My Head»                          | Козарт                                 | Chief Keef                  | 3:00       |
| 12. | «Slow Dance» (з участю Young Chop) | Козарт Барнетт Піттмен                 | Young Chop CBMix            | 3:52       |
| 13. | «Going Home»                       | Козарт Барнетт Джарад Лонґ             | CBMix Hollywood J           | 3:15       |